# ذخیره‌گاه استانی لا پایونیا
ذخیره‌گاه استانی لا پایونیا (اسپانیایی: La Payunia Provincial Reserve‎) همچنین به نام پایون یا پایـِن شناخته می‌شود، یک ذخیره گاه طبیعی واقع در دپارتمان مالارگویی در بخش جنوبی استان مندوسا، آرژانتین، است. این ذخیره‌گاه در سال ۱۹۸۸ برای حفاظت از طبیعت معرفی شد و با مساحت دارد۴۵۰۰ کیلومتر 2 ثبت گردید. لا پایونیا خانه بسیاری از مخروط‌های آتشفشانی است که آتشفشان پایون ماترو از نمونه‌های قابل توجه آن است.